# Szabó István (labdarúgó, 1967)
Szabó István László (Kecskemét, 1967. január 17. –) volt labdarúgó, edző.

## Pályafutása

### Klubcsapatokban
Szülővárosában nevelkedett. Felnőttként – többek között – játszott a Kecskeméti TE és a Kecskeméti SC csapatában is, valamint több, Kecskemét környéki egyesületben.

### Edzőként
Edzői pályafutását a Kecskeméti TE-nél kezdte az utánpótlásban, majd másodedzőként. Később dolgozott Pakson, Cegléden, Dabason és Tiszakécskén is. A KTE vezetését 2021-ben vette át, újonc csapatával ezüstérmet szerzett az NB II-ben és feljutott az élvonalba. Az NB I-ben meglepetésre szintén ezüstéremig vezette a Kecskeméti TE csapatát, amire újonc csapat a magyar első osztály történelmében addig még nem volt képes.
2025. április 8-án bejelentették, hogy a Nyíregyháza Spartacus FC vezetőedzője lett, a klub 1+1 éves szerződést kötött vele.

## Magánélete
Mindhárom fia labdarúgó: a legidősebb fia, Szabó Tamás tagja volt annak a Kecskemétnek, amely 2008-ban – történelmet írva – feljutott az NB I-be. A középső fia, Szabó Dávid, a Kiskunfélegyházi HTK mezét viseli és a harmadik fia, Banó-Szabó Bence a Kecskemét játékosa.

## Sikerei, díjai

### Edzőként
Tiszakécskei LC
- NB III Közép csoport bajnok: 2017-18

 FC Dabas
- NB III Közép csoport bronzérmes: 2020-21

 Kecskeméti TE
- NB II ezüstérmes: 2021–22
- NB I ezüstérmes: 2022–23

### Egyéni
- Magyar aranylabda – Legjobb magyar edző: 2022[6]
- Az év edzője a HLSZ szavazásán: 2022-23[7]
- Az év edzője az MLSZ szavazásán: 2022-23[8]
- Bács-Kiskun vármegyei Prima díj (2023)[9]